# فابيو سيلفا (لاعب كرة قدم مواليد 1977)
فابيو سيلفا هو لاعب كرة قدم برازيلي في مركز الوسط، ولد في 29 يناير 1977 في ساو باولو في البرازيل. لعب مع نادي بورتيمونينسي ونادي كورينثيانز.